# 오만 리알
리알(아랍어: ريال)은 오만의 통화로 1970년부터 통용되었다. 1 리알은 1,000 바이사(بيسة)에 해당된다.
오만은 1986년부터 1 오만 리알 = 2.6008 미국 달러의 고정 환율을 실시하고 있다. 5, 10, 25, 50, 100 바이사짜리 동전과 100, 200 바이사, ½, 1, 5, 10, 20, 50 리알짜리 지폐가 통용된다.

## 같이 보기
- 오만
- 오만의 경제
- 걸프 협력 회의